# Симада, Ёко
Ёко Симада (яп. 島田 陽子 Симада Ё:ко, 17 мая 1953, Кумамото, Япония — 25 июля 2022) — японская актриса. За роль в «Сёгуне» актриса была удостоена премии «Золотой глобус».

## Биография
В 1982 году Ёко Симада снялась в первом франко-японском телевизионном проекте — в фильме «Красное кимоно» (фр. Le Kimono Rouge, яп. テレビドラマ「ビゴーを知っていますか) Оливье Жерара и Юдзи Мураками. Этот фильм рассказывает о жизни художника-карикатуриста Жоржа Фердинана Биго, известного в Японии, но почти неизвестного во Франции.
Являлась одной из самых высоких актрис в японском кинематографе (рост составлял 171 см).
За пределами Японии наиболее известна по роли Марико (леди Тода Бунтаро) в сериале «Сёгун» 1980 года с участием Ричарда Чемберлена и Тосиро Мифунэ. Из всех японских актрис, занятых в фильме, она была единственной, кто говорил по-английски. До начала работы над фильмом Симада не владела английским языком, но занятия с педагогом Робертом Истоном помогли ей освоить язык и подготовиться к роли.
Скончалась 25 июля 2022 года в токийской больнице после продолжительной болезни (осложнений, вызванных раком толстого кишечника).

## Фильмография
- 1971 — Kamen Rider
- 1972 — Hajimete no tabi
- 1974 — Крепость на песке
- 1975 — Wagahai wa neko de aru
- 1976 — Torakku yarô: Hôkyô ichiban hoshi
- 1976 — Клан Инугами
- 1977 — Деревня восьми могил (в титрах не значится)
- 1978 — Shiroi Kyoto
- 1979 — Hakuchyu no shikaku
- 1979 — Ôgon no inu
- 1980 — Сёгун
- 1981 — Ritoru champion
- 1981 — Kyukei no koya
- 1984 — Sanga moyu
- 1988 — Hanazono no meikyu
- 1993 — Oka no ue no himawari
- 1995 — Травля
- 1995 — Плачущий убийца
- 2000 — Yingxiong Zheng Chengong
- 2005 — Shinku